# La Rose de la mer (film)
Pour plus de détails, voir Fiche technique et Distribution.
La Rose de la mer est un film français réalisé par Jacques de Baroncelli, sorti en 1946.

## Synopsis
Romain Jardehu (Fernand Ledoux) et son neveu Jérôme (Roger Pigaut) possèdent ensemble un vieux cargo La Rose de la mer. Jérôme comprend que son oncle, capitaine du bateau, et son équipage de malfrats ont décidé de couler le cargo pour toucher la prime d'assurance. Sur le point d'intervenir, il découvre à bord une passagère clandestine qui vient d'accoucher et meurt en lui confiant son enfant. Pour sauver le bébé, Jérôme tue un homme, parvient à ramener le cargo au port, et se rend à la justice.

## Fiche technique
- Titre : La Rose de la mer
- Réalisation : Jacques de Baroncelli, assisté de Stellio Lorenzi
- Scénario : Paul Vialar d‘après son roman (Prix Femina 1939)
- Adaptation et dialogues : Marc-Gilbert Sauvajon
- Décors : Paul-Louis Boutié
- Photographie : Jean Isnard
- Son : Lucien Lacharmoise
- Montage : Marguerite Renoir
- Musique : Louiguy
- Société de production et de distribution : La Société des Films Sirius
- Pays d'origine : France
- Format : Noir et blanc - 1,37:1 - Mono - 35 mm
- Genre : Comédie dramatique
- Date de sortie :
  - France : 11 septembre 1946

## Distribution
- Fernand Ledoux : Romain Jardehu
- Roger Pigaut : Jérôme
- Denise Bosc : Jeannette
- Noël Roquevert : La Galoche
- Pierre Palau : Sidobre (crédité Palau)
- René Génin : Néel
- Jane Maguenat : Mme Néel
- Georges Lannes : Monsieur Pierre
- Edmond Beauchamp : un mécanicien
- Albert Michel : un mécanicien
- Roger Bontemps : le marin du bistrot
- François Patrice : le mousse
- Lily Baron : Louise
- Georges Tourreil : Mouchel
- Véra Norman
- André Wasley
- Yves Massard
- Delacour